# Сан-Джованні-Інкарико
Сан-Джованні-Інкарико (італ. San Giovanni Incarico) — муніципалітет в Італії, у регіоні Лаціо,  провінція Фрозіноне.
Сан-Джованні-Інкарико розташований на відстані близько 100 км на південний схід від Рима, 23 км на південний схід від Фрозіноне.
Населення — 3374 особи (2014).

## Демографія
Населення за роками:

Станом на 1 січня 2023 року в муніципалітеті офіційно проживало 111 іноземців з 18 країн, серед них 47 громадян країн Євросоюзу та 10 громадян України.

## Сусідні муніципалітети
- Арче
- Чепрано
- Кольфеліче
- Фальватерра
- Пастена
- Піко
- Понтекорво
- Рокказекка